# 라이언 블레이니

라이언 블레이니(Ryan Michael Blaney, 1993년 12월 31일 ~ )는 미국의 카레이서이자 NASCA 레이서다. 팀 펜스키 소속으로 2023 나스카컵 시리즈에서 우승을 차지했다. 참고로, 할아버지 루 블레이니는 더트 트랙(dirt track racing)의 전설적 인물이었고, 아버지 데이브 블레이니는 NASCAR 레이서였다.